# ATP Firenze 1973
L'ATP Firenze 1973 è stato un torneo di tennis giocato sulla terra rossa. È stata la 1ª edizione dell'ATP Firenze che fa parte del Commercial Union Assurance Grand Prix 1973. Si è giocato a Firenze in Italia dal 30 aprile al 6 maggio 1973.

## Campioni

### Singolare
Ilie Năstase ha battuto in finale  Adriano Panatta con il punteggio di 6–3, 3–6, 0–6, 7–6, 6–4

### Doppio
Paolo Bertolucci /  Adriano Panatta hanno battuto in finale  Juan Gisbert /  Ilie Năstase con il punteggio di 6–3, 6–4